# 鲍氏旧宅建筑群
鲍氏旧宅建筑群是浙江省绍兴市一组规模宏大的中西合壁风格建筑群，位于越城区马山街道东豆姜村，包括老宅和小洋楼两部分。            
豆姜鲍氏原籍安徽歙县，1774年，鲍曾尚迁至绍兴马山豆姜，从事盐业，此后扩展到诸多领域。鲍氏小洋房由豆姜鲍氏家族集体出资，“九思堂”族务主持人鲍德衔主持建造，章积已营造厂承建，建于1921年，名为“饮酒楼”，用于族人接待宴请宾客，以及举办喜庆活动。西洋建筑风格，投资10万银元。高三层，使用爱奥尼柱式，西式圆穹顶亭。老宅院分东、中、西三列建筑，中列建筑前后五进，为木结构平房。
2005年3月16日，鲍氏旧宅建筑群公布为浙江省文物保护单位。2011年，鲍氏小洋房进行修复，修旧如旧。2019年3月，越城区文化广电旅游局对鲍氏旧宅建筑群老宅部分采取维护工程，2020年1月10日完成工程竣工验收。鲍家洋房是豆姜小学的所在地。